# 吉岡あや
吉岡 あや（よしおか あや、1983年10月29日 - ）とは、日本の女優。また、番組MC、リポーターなどもこなす。本名は吉岡 文。
元合同会社PLUS VOX所属。2017年3月31日に退所後、フリーとして活動。

## プロフィール
- 千葉県出身。
- 身長 160cm。
- スリーサイズ B83cm/W59cm/H85cm。
- 血液型 A型。
- 趣味のひとつである歌舞伎の鑑賞に関しては、複数の番組にレギュラー出演。2010年にはiPhoneアプリケーション「吉岡あやの『歌舞伎検定！』」の監修を担当した。

## 出演作品

### ドラマ
- コメディ連ドラ「アキバ的に…」（2013年4月〜2014年9月、エリアポータル.tv） -  須藤真帆 役（シーズン1〜4レギュラー）
- 連続ドラマ「マイティレディ」（2013年、BS日テレ） - サクライ 役（レギュラー）
- 「電報日和」第5話（BSフジ） - 女子社員 役
- 連続テレビ小説 「だんだん」（2009年3月、NHK） - 高山綾 役
- 「LOVE×3（ラブ・ラブ・ラブ）」（KBS、MX） - 佐伯由美子 役
- 「人にやさしく」（2005年9月、フジテレビ） - 河村恵美 役
- 「恋のチャンス」  - 梨花 役
- 「大女優への道」（2006年3月、YTV) - 小百合 役[1]

### 映画
- 短篇「PLACE」（2004年12月） - 詩織 役
- 短篇「赤い糸〜酒肉朋友〜」（2005年） - 陽子 役（主演）
- 「鞄〜KABAN〜」（ゆうばり国際ファンタスティック映画祭2005招待作品） - 香織 役
- 「Wスティール」（2006.6） - 友子 役
- 「コーラスたい♪ 〜彼女たちのキセキ〜」（2007年8月） - 二階堂まり子役
- 「レディ・ドラゴン〜怒りの鉄拳〜」（2012年3月、中田圭監督） - 柳原千佳子 役
- 「ノー・ヴォイス」（2013年11月、古新舜監督） - 内藤明日香 役
- 「ブラックフィルム」（2015年1月、荻島達也監督） - 今井明日花 役
- 「夫婦フーフー日記」（2015年5月、前田弘二監督） - ケイコ 役

### テレビ
- 「歌舞伎っす♡」（2005年10月 - 12月、KBS他全国Uネット） - メインMC
- 「歌舞伎っす♡S」（2006年4月 - 12月、KBS他全国Uネット） - メインMC
- 「CLUB DAM カラオケナビ」（2008年4月 - 2010年3月、CS267） - メインMC
- 「Sシート 〜アスリートの素顔〜」（2014年10月 - 2015年9月、CTC千葉テレビ） - MC
- 「ふれあい歌謡コンサート」（※後半のコーナー、「お願いゴッドハンド」） （2014年12月 - 不定期放送、TVKテレビ神奈川） - レギュラーリポーター
- 「魔法少女 てんてるマロン」（2015年4月18日 - 、CTC千葉テレビ） - ママ 役 ※現在休止中
- 「Sシート 〜スペシャリストの素顔〜」（2015年10月 - 、CTC千葉テレビ） - MC

### ラジオ
- 「カフェKABUKI」（2008年7月 - 2011年7月、NHKデジタルラジオ） - メインMC
- 「宮川賢のおはよう！スプーン」（2010年4月 - 2011年3月、アール・エフ・ラジオ日本） - 火曜日・木曜日レギュラー
- 「シネマストリート」（2011年4月 - 2012年12月、かわさきFM） - 月曜日隔週レギュラー
- 「Weekend Paradise」（レディオ湘南、2013年1月 - 9月）
- 「あやの十八番」（FMさがみ、毎週日曜日 朝7:30〜8:00） - メインパーソナリティー

### CM
- 東栄住宅「身近にあるブルーミングガーデン〜ある家族の物語〜」編（2013年4月 - 12月） - 東花栄 役
- ナビスコ「苺ジャムクレープクッキー」（2002年4月 - 9月）
- NTT東日本「いっしょに、一生懸命に。」イチローバント編（2017年3月 - ） - NTT東日本社員 役

### 舞台
- コントオムニバス公演「更地4」（2010年9月、下北沢シアター711）
- 劇団離風霊船 2017年6月公演「ようこそ、見えない世界へ　～香取景子と人工知能の場合～」（2017年6月24日 - 30日、下北沢ザ・スズナリ） - 香取景子 役